# Unidad Popular (Uruguay)
Unidad Popular es una coalición de partidos políticos uruguayos fundado en el año 2013. Es una agrupación de extrema izquierda, inconforme con el Frente Amplio, al que consideran que ha virado en la década de 2000 hacia posiciones políticas de centro.
El partido se conforma por el Movimiento 26 de Marzo, el Partido Comunista Revolucionario, el Movimiento de Defensa de los Jubilados, el Movimiento Avanzar, y el Partido Humanista.

## Historia

### Antecedentes
El partido político de izquierda denominado Asamblea Popular surge el 21 de abril del 2006 por iniciativa de varios grupos y personalidades de izquierda.
Posteriormente se incorpora el Movimiento 26 de Marzo, escindido del Frente Amplio en marzo de 2008 por diferencias sobre la conducción y la ideología del gobierno; el maoísta Partido Comunista Revolucionario, el Partido Humanista, escindidos de la Corriente de Izquierda como Helios Sarthou, y otras organizaciones de izquierda.
Entre otros grupos que la integran se encuentran el Movimiento de Defensa de los Jubilados y varias agrupaciones departamentales escindidas del Frente Amplio, como "Avanzar" de San José.

### Creación de Unidad Popular

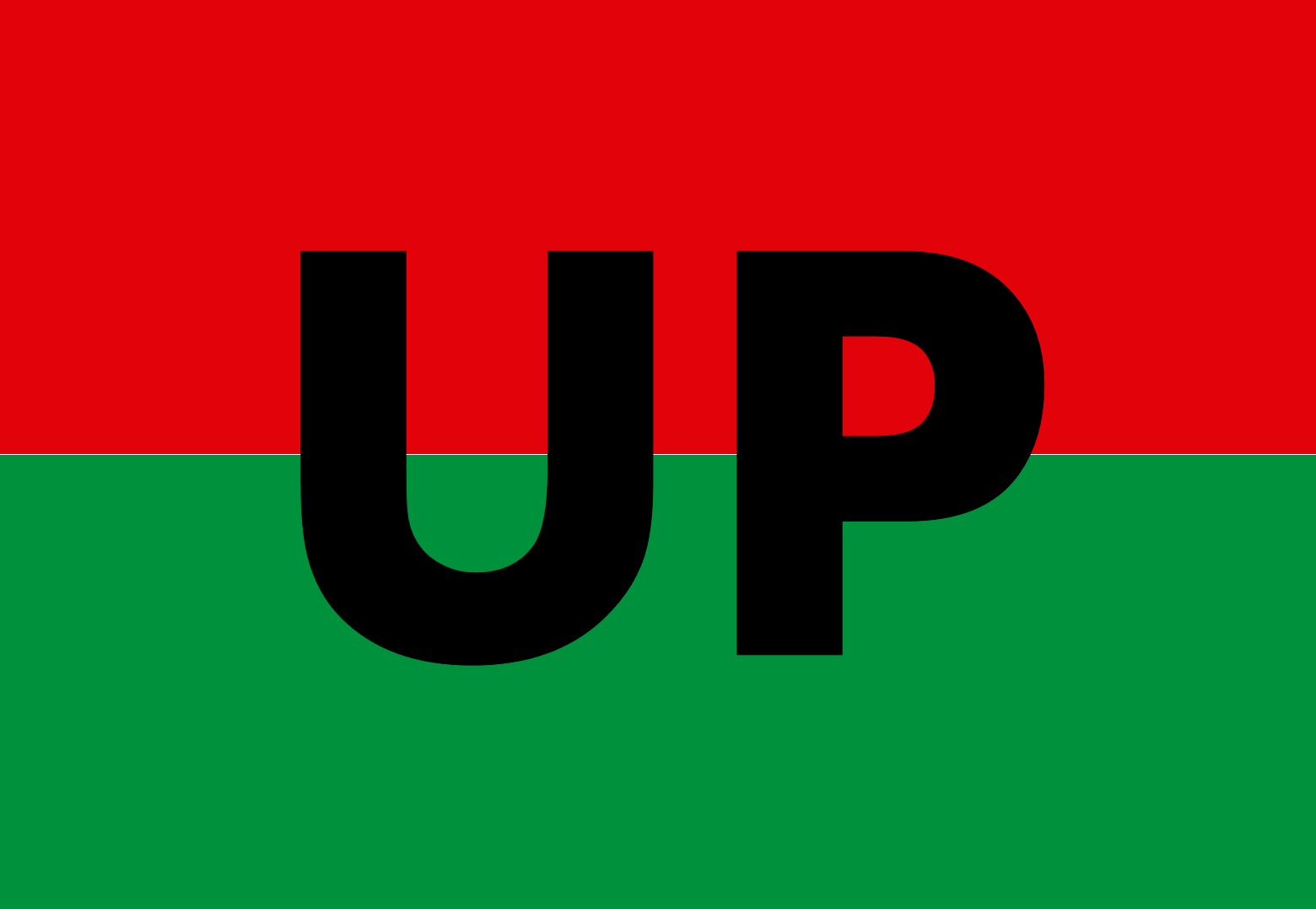
Bandera de la Unidad Popular

En abril de 2013 se anunció la formación de una coalición de partidos de izquierda llamada Unidad Popular, que se presentó a las elecciones internas de 2014. Dicha coalición estaba formada por Asamblea Popular, Movimiento 26 de Marzo (lista 326), Partido Comunista Revolucionario (lista 960), Movimiento de Defensa de los Jubilados (Modeju lista 3060), Movimiento Avanzar (lista 13013), Partido Humanista (lista 1969), Agrupación Nacional ProUNIR, Partido Bolchevique del Uruguay (PBU lista 6464), Refundación Comunista, Intransigencia Socialista y Partido Obrero y Campesino del Uruguay (POyCU). El candidato por esta coalición fue el historiador Gonzalo Abella
En las elecciones internas de junio de 2019, Unidad Popular postuló a Gonzalo Abella nuevamente como candidato presidencial, y se posicionó como sexta fuerza, claramente por encima del Partido Independiente.
En 2023, llegó a un acuerdo electoral con el  Partido de los Trabajadores y el Frente de Trabajadores en Lucha, dando lugar al acuerdo electoral denominado  Unidad Popular - Frente de Trabajadores. En el marco de esa alianza, presentó en 2024 la candidatura de Gonzalo Martínez (dirigente del Movimiento 26 de Marzo) a la presidencia y de Andrea Revuelta (dirigente del Partido de los Trabajadores) a la vicepresidencia. Como parte del acuerdo electoral, se presentaron bajo el lema Asamblea Popular cinco listas, tres de las cuales pertenecen a UP; la 326 del Movimiento 26 de Marzo, la 960 del Partido Comunista Revolucionario y la 1969 del Partido Humanista. Además, se presentan bajo el mismo lema la 565 del Frente de Trabajadores en Lucha y la 1917 del Partido de los Trabajadores.

## Resultados electorales

### Elecciones departamentales
| Año  | Votos  | % de votos | Diputados | Senadores | Observaciones |
| 2009 | 15 428 | 0,67 %     | 0/99      | 0/30      | 5° puesto     |
| 2014 | 26 869 | 1,13 %     | 1/99      | 0/30      | 5° puesto     |
| 2019 | 19 728 | 0,81 %     | 0/99      | 0/30      | 8° puesto     |
| 2024 | 10 102 | 0,41 %     | 0/99      | 0/30      | 8° puesto     |

| Año  | Votos  | % de votos | Intendentes | Observaciones |
| 2010 | 14 086 | 0,65 %     | 0/19        | 5° puesto     |
| 2015 | 20 206 | 0,91 %     | 0/19        | 5° puesto     |
| 2020 | 7 936  | 0,38 %     | 0/19        | 6° puesto     |
| 2025 | 7 148  | 0,32 %     | 0/19        | 5° puesto     |

## Actualidad
De cara a las elecciones generales 2024 la coalición, junto al Partido de los Trabajadores y al Frente de Trabajadores en Lucha conformó el acuerdo político-electoral Unidad Popular - Frente de Trabajadores. Sus candidatos en estas elecciones serán Gonzalo Martínez de Unidad Popular como candidato a Presidente, y a Andrea Revuelta del Partido de los Trabajadores como candidata a Vicepresidenta.